# Gérald Forschelet
Gérald Forschelet (* 19. September 1981 in Papeete, Tahiti, Französisch-Polynesien) ist ein tahitisch-französischer ehemaliger Fußballspieler auf der Position eines Mittelfeldspielers. Nach Stationen in England, Frankreich, der Schweiz und Schweden spielte er zuletzt im belgischen Amateurbereich.

## Karriere

### Profikarrierebeginn bei AS Cannes
Seine aktive Karriere als Fußballspieler begann der in Papeete, der Hauptstadt von Französisch-Polynesien, einem französischen Überseegebiet in Polynesien, geborene Forschelet im Jahre 1998 bei der damals gerade erst in die Ligue 2 abgestiegenen AS Cannes an der Côte d’Azur. Nachdem er ab dort vorwiegend im Nachwuchs zum Einsatz kam und schon als großes und aussichtsreiches Talent gehandelt wurde, gab er in der Spielzeit 2000/01 sein Profidebüt in Frankreichs zweithöchster Liga. Dabei wurde er am 17. Februar 2001 bei der 0:2-Auswärtsniederlage gegen den HSC Montpellier in einer Spielhälfte eingesetzt und dann durch den langjährigen AS-Cannes-Spieler Fabrice Muller ersetzt. Weitere sechs Ligaauftritte folgten in dieser Saison, ehe das Team auf dem 19. und damit vorletzten Platz in der Endtabelle rangierend in den Championnat de France National, die dritthöchste Spielklasse im französischen Männerfußball, absteigen musste.

### Von Frankreich nach England
Dort kam der gebürtige Tahitianer in zehn Ligapartien zum Einsatz, in denen er einen Treffer erzielte und zum Saisonende nur knapp den Aufstieg in die Ligue 2 auf dem sechsten Platz rangierend (punktegleich mit dem FC Angoulême) verpasste. Außerdem kam er zur Saison 2001/02 zu seinen ersten Einsätzen in der Coupe de France sowie in der Coupe de la Ligue. Noch im Laufe dieser Spielzeit machte sich ein Wechsel des von den Medien und Verantwortlichen hochgepriesen Talents bemerkbar. Neben verschiedenen britischen Klubs wie den Glasgow Rangers, dem FC Chelsea, den Blackburn Rovers, West Ham United oder Birmingham City zeigte mit den Bolton Wanderers ein weiterer englischer Erstligist Interesse an Forschelet. Schlussendlich entschied sich der 1,87 m große defensiv angelegte Mittelfeldakteur für einen Wechsel zum letztgenannten Verein, bei dem er im Februar 2002 einen Vertrag mit einer Laufzeit von zweieinhalb Jahren unterschrieb, nachdem er zuvor über vier Jahre lang verpflichtet werden sollte. Bei den Engländern konnte er sich allerdings auf der Mittelfeldposition gegen international erfahrene Spieler wie Jay-Jay Okocha, Kevin Nolan, Per Frandsen und Iván Campo nicht durchsetzen und kam nicht über Einsätze für das Reserveteam hinaus.

### Transfer in die Schweiz
Zur Spielzeit 2003/04 wechselte Forschelet in die Schweizer Super League, die höchste Spielklasse des Landes, wo er einen Leihvertrag bei Neuchâtel Xamax unterzeichnete. In der Schweiz hatte Forschelet die verschiedensten Positionen im Mittelfeld inne und wurde dabei unter anderem als offensiver, rechter, zentraler aber auch als defensiver Mittelfeldspieler eingesetzt. Dabei avancierte der tahitisch-französische Doppelstaatsbürger beinahe zu einem Stammspieler in der Startelf der Westschweizer, da er in 24 Meisterschaftsspielen zum Einsatz kam und dabei auch noch sechs Treffer erzielte, von denen er in einer Partie gegen den FC Aarau am 4. April 2004 gleich im Doppelpack traf. Obgleich der guten Offensivleistungen Forschelets rangierte die Mannschaft nach dem Absolvieren der 36 Meisterschaftspartien am neunten Tabellenplatz und musste so in den Barragespielen gegen den Zweiten der Challenge League, den FC Vaduz, antreten. Dort konnte sich die Mannschaft mit einem Gesamtscore von 3:2 über den Liechtensteiner Klub behaupten und durfte so weiter in der Schweizer Erstklassigkeit verbleiben. Forschelet war dabei eine der Schlüsselfiguren, da er in beiden Barragespielen zum Einsatz kam und dabei auch einen Treffer beisteuerte. Im Schweizer Cup 2003/04 schaffte er mit dem Team den Einzug ins Viertelfinale, wo man schließlich dem späteren Finalisten Grasshopper Club Zürich mit 0:3 unterlag.
Nachdem er zum Saisonende 2003/04 die Bolton Wanderers verlassen musste, wurde Forschelet im Juni 2004 nach Frankreich abgegeben, wo er einen Zweijahresvertrag beim FC Istres mit Spielbetrieb in der Ligue 1 unterschrieb. Neben dem FC Istres zeigten mit dem FC Metz und dem FC Sochaux weitete französische Vereine ihr Interesse an dem jungen Mittelfeldakteur. Beim Verein aus der Provence kam er in lediglich zwei Meisterschaftsspielen zum Einsatz. Sein Erstligadebüt gab er dabei einen Tag vor seinem 23. Geburtstag bei der 0:1-Auswärtsniederlage gegen den FC Nantes, als er in der 76. Spielminute für Abdoulaye Faye auf den Rasen kam. Ein weiterer 23-minütiger Kurzeinsatz folgte am 6. November 2004 bei der 0:2-Heimpleite gegen den OSC Lille, wo er Laurent Courtois ersetzte. Doch als der Vertrag am zum Jahresbeginn hin einvernehmlich mit dem Verein aufgelöst wurde (Forschelet kam aufgrund zweier Verletzungen kaum zu Spielpraxis), folgte die fixe Verpflichtung des Mittelfeldspieler bei Neuchâtel Xamax. Dabei kam aber nur mehr vereinzelt beim Klub aus der Romandie zum Einsatz und brachte es so nach seiner Rückkehr in die Schweiz als offensiver bzw. zentraler Mittelfeldspieler auf elf Einsätze in der Super League. Jedoch spielte er nur ein einziges Mal über die volle Spieldauer durch und wurde in den restlichen Spielen entweder ein- oder ausgewechselt.

### Erster Wechsel nach Belgien
In der Sommerpause vor der Spielzeit 2005/06 transferierte Forschelet zum langjährigen belgischen Erstligisten Sporting Charleroi, wo er einen Vertrag mit einer Laufzeit von einem Jahr mit einer Option auf zwei weitere Jahre unterzeichnete. Beim Traditionsverein aus Charleroi absolvierte der Mittelfeldakteur im Laufe der Saison 14 Meisterschaftsspiele, in denen er einen Treffer erzielte. Mit der Mannschaft schloss er am Saisonende auf dem fünften Tabellenplatz ab und kam auch im Beker van België bis ins Viertelfinale, wo man schließlich mit 0:2 gegen den Lierse SK vom laufenden Pokalbewerb ausschied. Da er auch in Belgien nicht den erhofften Durchbruch schaffte, erfolgte zum Jahresbeginn 2007 ein weiterer Vereinswechsel. Nach einigen wenigen Angeboten nationaler, wie auch internationaler Klubs verschlug es den damals 25-Jährigen nach Schweden zur Assyriska Föreningen, die ihren Spielbetrieb zu dieser Zeit noch in der Division 1 Norra, einer von zwei parallel laufenden Staffeln der drittklassigen schwedischen Division 1, hatte. Nachdem er im März 2007 beim Probetraining überzeugen konnte, erhielt er im April 2007 anfangs nur einen Probevertrag mit einer Laufzeit von zwei Monaten, da er im letzten Saisonspiel in Belgien mit einem Kreuzbandriss ausgefallen war und es ihm so an der nötigen Spielpraxis fehlte.

### Erfolgreiche Zeit in Schweden
In Schweden kam er beim Klub aus Södertälje nur unweit der Hauptstadt Stockholm zu einer Reihe von Meisterschaftseinsätzen. Bis zum Saisonende Ende Oktober 2007 brachte es Forschelet auf 18 Ligaeinsätze, in denen er zwei Treffer erzielte. Mit der Mannschaft schaffte er in dieser Spielzeit den erneuten Aufstieg in Schwedens Zweitklassigkeit, in die Superettan. Mitte November 2007 wurde bekannt, dass Forschelets Vertrag nicht mehr verlängert wird und er den Verein verlassen musste. Doch noch vor dem Beginn der neuen Spielzeit in der zweithöchsten schwedischen Liga verließ der Mittelfeldspieler den Verein um neue Herausforderungen zu suchen, die er wenig später ein weiteres Mal in Belgien finden sollte. Diesmal zog es ihn nach Tubize zum damals noch in der höchsten belgischen Fußballliga spielenden AFC Tubize, mit dem er in die Saison 2008/09 startete.

### Rückkehr nach Belgien
Nachdem er zuvor über zwei Wochen lang getestet und schließlich mit einem Einjahresvertrag ausgestattet wurde, sollte der Mittelfeldakteur einer der Führungsspieler in der von Albert Cartier trainierten Truppe werden. Beim neuen Verein wählte er die Rückennummer 23, die als Hommage an das belgische Stürmertalent François Sterchele gedacht war, der am 8. Mai 2008 im Alter von 26 Jahren bei einem Autounfall verstarb. Sterchele trug im Spiel ebenfalls die Rückennummer 23; Forschelet spielte in seiner Zeit bei Sporting Charleroi an der Seite von Sterchele. Nach seiner Vertragsunterzeichnung kam der gebürtige Tahitianer in 16 Ligaspielen zum Einsatz, in denen er allerdings ohne Torerfolg blieb und am Saisonende mit der Mannschaft auf dem 17. Platz rangierend, zusammen mit dem RAEC Mons, in die zweitklassige EXQI-League abstieg. Gleich nach dem Abstieg des Teams in die Zweitklassigkeit verließ er im Sommer 2009 den Klub und war fortan vereinslos.

### Erfolglose Probetrainings in Schweden und Rückkehr nach Belgien als Amateurspieler
Im Dezember 2009 absolvierte Forschelet ein Probetraining beim schwedischen Erstligisten Åtvidabergs FF, wo er sich jedoch verletzte und deshalb nicht überzeugen konnte. Anfang März 2010 versuchte der engagierte Mittelfeldspieler sein Glück ein weiteres Mal in Schweden. Diesmal meldete er sich zum Training beim schwedischen Zweitligaklub Ljungskile SK, konnte aber nach vier Tagen noch immer nicht überzeugen und musste das Team wieder verlassen.
War er längere Zeit ohne Klub gewesen, verpflichtete ihn im November 2010 der belgische Amateurklub Cité Sport aus Lüttich, für den er ab Januar des folgenden Jahres spielberechtigt war – gleichzeitig erklärte er das Ende seiner Profikarriereambitionen. Im Mai 2012 verlängerte er seinen Vertrag um eine weitere Spielzeit. Auch in der Saison 2013/14 war der gebürtige Tahitianer für den belgischen Amateurklub im Einsatz. Im Jahre 2014 fusionierte Cité Sport Grâce-Hollogne, so der offizielle  Name des Klubs, mit dem RFC Tilleur Saint-Gilles und spielte unter der Stammnummer von Cité Sport und dem neuen Namen FC Tilleur in der belgischen Viertklassigkeit weiter. Auch während dieser Zeit gehörte Forschelet dem Kader an, wobei er einen Stammplatz im Mittelfeld hat. Nach 2014 trat er nicht mehr in Erscheinung.

## Erfolge
- 1× Meister der Division 1 Norra: 2007